# Piro Milkani
Piro Kristaq Milkani (9. prosince 1939 Korçë – 24. května 2025 Tirana) byl albánský filmový režisér.

## Životopis
Piro Milkani se narodil 9. prosince 1939 v albánském městě Korçë, otci Kristaku Milkanimu a matce Magalině Kitě. Po ukončení středoškolského vzdělání pokračoval ve vysokoškolském studiu na Akademii výtvarných umění v Praze, kde absolvoval obor kinematografie.
Mezi jeho nejvýznamnější albánská díla patří například Kur zbardhi një ditë (1971), The Lady from the City (1976), Ballë për ballë (1979), Militanti (1984) nebo Ngjyrat e moshës (1990). Kromě režie se významně podílel na albánské kinematografii jako scenárista, kameraman a filmový producent, čímž si upevnil postavení jedné z nejvlivnějších osobností v historii kinematografie země.
V letech 1998 až 2002 byl albánským velvyslancem v České republice.
V roce 2005 začal v Česku natáčet film Smutek paní Šnajderové. Film vznikl v české a albánské koprodukci a hráli v něm herci obou zemí, například Anna Geislerová. Ve filmu také hrál italský herec Michele Placido.
Piro Milkani zemřel 24. května 2025 v Tiraně ve věku 85 let.

### Osobní život
Milkaniho starší bratr Mihallaq Milkani byl námořním důstojníkem a profesorem v Albánii. V roce 1957 opustil Albánii, aby studoval na námořních akademiích v Petrohradě a Rize, které byly tehdy součástí Sovětského svazu. Po návratu sloužil v albánských námořních silách a později téměř deset let vyučoval na námořní akademii ve Vlorë. Dne 29. března 2024 tragicky zahynul ve Worcesteru ve státě Massachusetts ve Spojených státech, když jej na parkovišti srazil nákladní automobil.
Byl ženatý s albánskou klavíristkou a pedagožkou Margaritou Kristidhi. Manželé se seznámili v mládí a zůstali spolu po celý život.
Jejich syn Eno Milkani se rovněž stal filmovým režisérem. Oba spolu později spolupracovali i profesně, zejména na filmu Smutek paní Šnajderové (2008).